# Freiwilligkeitsvorbehalt
Der Freiwilligkeitsvorbehalt dient im Arbeitsrecht dazu, die Entstehung eines arbeitnehmerseitigen Anspruchs auf die Sonderzahlungen (z. B. Gratifikationen) von vornherein auszuschließen. Damit kann der Arbeitgeber also jedes Jahr neu entscheiden, ob und unter welchen Voraussetzungen eine Sonderleistung gezahlt werden soll.

## Deutschland
Für laufende Zusatzleistungen, die in einem echten Gegenseitigkeitsverhältnis stehen, hat das Bundesarbeitsgericht (BAG) im April 2007 entschieden, dass sie nicht unter einen Freiwilligkeitsvorbehalt gestellt werden dürfen. Folge dieser Rechtsprechung ist, dass der Arbeitnehmer auf die als freiwillig gedachte laufende Leistung einen Rechtsanspruch hat. Monatliche und im Gegenseitigkeitsverhältnis stehende Leistungszulagen können also mit einem Freiwilligkeitsvorbehalt nicht mehr wirksam versehen werden. Andere, nicht das „laufende Arbeitsentgelt“ betreffende Leistungen, insbesondere Sondervergütungen wie z. B. das Weihnachtsgeld und andere Gratifikationen, dürften dagegen auch weiterhin unter dem Vorbehalt der Freiwilligkeit gewährt werden können.
Der Anspruch aus betrieblicher Übung entsteht durch ein konkludentes (mündlich/schlüssiges) Vertragsangebot und stillschweigender Annahme durch Arbeitnehmer, nach dreimaliger Leistung durch den Arbeitgeber ohne Einräumen eines Vorbehalts; auf Seiten des Arbeitgebers unter Berücksichtigung von Treu und Glauben sowie aller Begleitumstände auf ein bestimmtes Erklärungsverhalten des Arbeitgebers.